# Rollschuss
Rollschuss (auch Rollwurf oder Gellschuss) ist eine Schussart bei frühen Geschützen, bei der sich das Geschoss, mit flacher Elevation abgeschossen, unter allmählich niedriger werdenden Sprüngen auf der Oberfläche fortbewegte. Diese Schusstechnik war nur bei älteren Geschützen mit Glattrohr anwendbar, wenn eine konzentrische Kanonenkugel abgefeuert wurde. Geschütze mit gezogenem Lauf feuern Langgeschosse, welche sich für diese Schussart nicht eignen.
Damit der Rollschuss gelingen konnte, musste das Gelände eben oder leicht abschüssig und hart sein. Ruhige Wasseroberflächen und Eisflächen eignen sich ebenfalls. Da das Gelände selten optimal ist, blieben die Schüsse im weichen Erdboden stecken oder wurden abgelenkt. Der Rollschuss war daher ein unzuverlässiger Schuss. Die abgefeuerten Kanonenkugeln konnten, abhängig vom Geschütz und Kaliber, noch bis etwa 1800 Meter tödlich sein.
Das Gelände sollte bekannt sein, die Anwendung war daher auf Rückzug und vorbereitete Positionen beschränkt. Eine weitere Anwendung des Rollschusses war, wenn Nebel oder Pulverdampf die Zielbeobachtung und somit einen Bogenschuss erschwerten.
Der Rollschuss wurde verwendet, wenn sich mehrere Ziele von gewisser Breite in einer Linie befanden, z. B. tief aufgestellte Truppen. Die Trefffähigkeit ist bei einem Bataillon von 30 Meter Breite auf 1000 Meter 25 und auf 1200 Meter 20 Prozent.
Dem Rollschuss ähnlich ist der Rikoschettschuss, jedoch mit höherem Schusswinkel und geringerer Ladung.

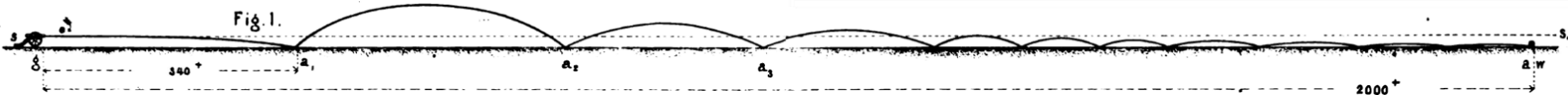
Prinzip eines Rollschusses